# Капелн (Олденбург)
Капелн (њем. Cappeln) општина је у њемачкој савезној држави Доња Саксонија. Једно је од 13 општинских средишта округа Клопенбург. Према процјени из 2010. у општини је живјело 6.641 становника. Посједује регионалну шифру (AGS) 3453003.

## Географски и демографски подаци
Капелн се налази у савезној држави Доња Саксонија у округу Клопенбург. Општина се налази на надморској висини од 46 метара. Површина општине износи 76,2 km². У самом мјесту је, према процјени из 2010. године, живјело 6.641 становника. Просјечна густина становништва износи 87 становника/km².